# اسلحه‌خانه (خانه)
اسلحه خانه مربوط به اواخر دوره قاجار است و در یزد، خیابان امام خمینی، خیابان شهید ابراهیمی (فرمانداری)، جنب اداره ثبت احوال واقع شده و این اثر در تاریخ ۱۸ شهریور ۱۳۸۷ با شمارهٔ ثبت ۲۳۱۵۷ به‌عنوان یکی از آثار ملی ایران به ثبت رسیده است.